# 秋香怒點唐伯虎
《秋香怒點唐伯虎》（英語：In the Eye of the Beholder）是香港電視廣播有限公司拍攝製作的古裝劇集，全劇共20集，由陳豪、胡杏兒、夏雨及陳法拉領銜主演。由劉家豪擔任監製。此劇為2009無綫節目巡禮（場刊版）劇集之一及2009無綫節目精選第二季劇集之一。

## 演員表

### 華府
| 演員   | 角色   | 關係 |
| 許碧姬 | 孟彩潔 | 華鴻山之姨媽 華文、華武之姨婆 曾誤為是太后 孟麗嫦之姑姑 |
| 夏 雨  | 華鴻山 | 絲綢店老闆 孟彩潔之姨甥 殷秀慧、李玉嬌之夫 李振興之姐夫 華文、華武之父 孟丽嫦之表哥 贺英雄之好友兼恩人 唐伯虎之好友                                                                                |
| 韓馬利 | 殷秀慧 | 華鴻山之妻 李玉嬌之天敌 華文、華武之母 |
| 姚瑩瑩 | 李玉嬌 | 華鴻山之二姨太 殷秀慧之天敌 李振興之姊 華文、華武之繼母 |
| 陳山聰 | 李振興 | 華府總管 李玉嬌之弟 华鸿山之舅仔 华文、华武之继舅父 |
| 李 豪  | 華 文  | 華鴻山、殷秀慧長子 |
| 鄭家俊 | 華 武  | 華鴻山、殷秀慧次子 |
| 陳 豪  | 唐伯虎 | 化名華安 江南四大才子之首 華府下人 華文、華武之書僮 屈機之好友 秋香之夫 贺英雄之女婿 朱婷玉之暗恋对象 于第5集陷害甘一点令其全家搬回乡下 于第8集因与秋香性格不合而分手 于第20集与秋香移居至暹羅居住 |
| 胡杏兒 | 秋香   | 華府丫環兼保镖 殷秀慧之近身奴婢兼貼身保鏢 賀英雄之女 石榴、朱婷玉之好姐妹 唐伯虎之妻 朱厚照之暗恋对象 于第8集因与唐伯虎性格不合而分手 于第20集与唐伯虎移居至暹羅居住                               |
| 胡杏兒 | 賀幗嫣 | 華府丫環兼保镖 殷秀慧之近身奴婢兼貼身保鏢 賀英雄之女 石榴、朱婷玉之好姐妹 唐伯虎之妻 朱厚照之暗恋对象 于第8集因与唐伯虎性格不合而分手 于第20集与唐伯虎移居至暹羅居住                               |
| 李思捷 | 屈 機  | 原為捕快 華府副總管 唐伯虎之好友 石榴之未婚夫，于第20集遭休 于第20集被陷害导致至暹羅当人妖 |
| 姚子羚 | 石 榴  | 華府廚娘 秋香之好姐妹 屈機之未婚妻，于第20集离婚 于第20集為「石榴小廚」老闆娘 |
| 歐瑞偉 | 賀英雄 | 秋香之父 唐伯虎之岳父 华鸿山之好友 鲍世杰之义兄 |
| 李穎芝 | 春 香  | 華府丫環 |
| 潘冠霖 | 夏 香  | 華府丫環 |
| 謝兆韵 | 冬 香  | 華府丫環 |
| 黃 瑩  | 小 梅  | 華府丫環 |
| 周麗欣 | 小 蘭  | 華府丫環 |
| 鍾 煌  | 小 菊  | 華府丫環 |
| 鍾鈺精 | 小 竹  | 華府丫環 |
| 孫慧雪 | 雪     | 華府丫環 |
| 魏惠文 | 王 天  | 天叔 |
| 陳勉良 | 良 叔  | 家丁 |
| 何偉業 | 花     | 華府家丁(隸屬二夫人派) |
| 張達倫 | 開     | 華府家丁(隸屬二夫人派) |
| 許明志 | 富     | 華府家丁(隸屬大夫人派) |
| 李子樂 | 貴     | 華府家丁(隸屬大夫人派) |
| 易智遠 | 華 平  | 華府家丁內定人選 |
| 莊狄生 |        | 華府家丁內定人選 |
| 陸駿光 | 華 慶  | 華府家丁內定人選 |
| 張智軒 | 華 福  | 華府家丁內定人選 |
| 張國洪 | 華 壽  | 華府家丁內定人選 |

### 皇宮
| 演員   | 角色   | 關係                                                                                       |
| 黎諾懿 | 朱厚照 | 正德皇帝 祖先為篡位得帝位 賞識唐伯虎 喜歡秋香 于第20集受唐伯虎所諫，對寧王造反一事繼往不究 |
| 蔣志光 | 何海清 | 大學士 於第1集多次邀請唐伯虎為官，但被其拒絕，最後獲罪問斬                                 |
| 李成昌 | 盧祥康 | 吏部尚書                                                                                   |
| 李啟傑 | 杜柱國 | 盧祥康下屬                                                                                 |
| 鄭世豪 | -      | 杜柱國下屬(第6集)                                                                          |
| 王德基 | -      | 杜柱國下屬(第6集)                                                                          |
| 李泳漢 | -      | 錦衣衛 隨皇上微服出巡(第6集)                                                               |
| 柯 嵐  | -      | 錦衣衛 隨皇上微服出巡(第6集)                                                               |
| 孫季卿 | -      | 太監(第6集)                                                                                |
| 馬貫東 | -      | 太監(第6集)                                                                                |
| 凌禮文 | -      | 太醫(第6集)                                                                                |
| 李子奇 | -      | 東廠大人(第11集)                                                                           |
| 姚浩政 | -      | 東廠密探                                                                                   |
| 葉 暐  | -      | 東廠密探                                                                                   |
| 曾琬莎 | -      | 宮女(第10集)                                                                               |

### 寧王府
| 演員   | 角色   | 關係 |
| 曾偉權 | 朱宸濠 | 寧王 正德皇帝之皇叔 孟麗嫦之夫 朱婷玉之父 于10幾年前错手杀害孟丽嫦 |
| 楊卓娜 | 孟麗嫦 | 寧王夫人 孟彩潔之侄女 朱宸濠之妻 朱婷玉之母 华鸿山之表妹 华文、华武之表姑姐 殷秀慧、李玉娇之表姑仔 于10幾年前遭寧王錯手殺死                                                                              |
| 陳法拉 | 朱婷玉 | 朱宸濠、孟麗嫦之女 孟彩洁之侄孙女 华鸿山、殷秀慧、李玉娇之表外甥女 华文、华武之表妹 喜歡唐伯虎 秋香之好友 夏侯勇之青梅竹马 夏侯勇之从小暗恋对象 于第17集得悉宁王杀害其母之真相 后为画家 童年由丘芷蓉饰演 |
| 魯振順 | 馬 高  | 寧王謀士 文淵閣御林大學士 |
| 林淑敏 | 巧 蓮  | 寧王府下人 朱婷玉貼身丫環 |
| 黃子衡 | 段 威  | 寧王府管事 |
| 馮素波 |        | 寧王府下人，已告老還鄉 朱婷玉乳娘 於第十七集告知朱婷玉其母之死之真相 |

### 三保堂
| 演員   | 角色   | 關係                                                             |
| 曾偉權 | 朱宸濠 | 「三保堂」堂主 參見寧王府                                        |
| 陳 豪  | 唐伯虎 | 住進「三保堂」為寧王編籍鄭和下西洋之「航海日誌」                 |
| 李思捷 | 屈 機  | 住進「三保堂」協助唐伯虎編籍「航海日誌」                         |
| 胡杏兒 | 秋 香  | 住進「三保堂」照顧唐伯虎、屈機                                   |
| 姚子羚 | 石 榴  | 住進「三保堂」成為廚娘                                           |
| 羅浩楷 | 溫展鵬 | 鄭和下西洋之「航海日誌」編籍之一                                 |
| 張漢斌 | 江 祥  | 「天地盟」成員之一 混入寧王府調查「航海日誌」背後祕密 參見天地盟 |

### 天地盟
| 演員   | 角色   | 關係                                                        |
| 李天翔 |        | 鮑世傑之父 前總舵主                                         |
| 麥長青 | 鮑世傑 | 總舵主 因不願受朝廷招安，一心報仇 于第20集精神失常 參見華家 |
| 夏 雨  | 華鴻山 | 四舵主，于第20集退出 參見華家                               |
| 陳 豪  | 唐伯虎 | 于第17集遭鮑世傑以華家人命被迫加入（尋找惠帝後人） 參見華家 |
| 歐瑞偉 | 賀英雄 | 于第17集受鮑世傑搧動加入天，于第20集退出 參見華家           |
| 張漢斌 | 江 祥  | 成員 于第17集被逼供幕後主使                                 |
| 楊證樺 | 陳 保  | 成員 于第20集接受朝廷招安而退出                             |

### 甘家
| 演員   | 角色   | 關係 | 暱稱   |
| 李國麟 | 甘一點 | 富商兼惡霸 甘文、甘武之父 甘東成表哥 「六藝館」興建監工單位(偷工減料倒塌) 因畫出「烏龜皇帝」遭唐伯虎所嚇，舉家搬至鄉下 | 甘老爺 |
| 曾慧雲 | 甘夫人 | 甘一點之妻 甘文、甘武之母                                                                                              |        |
| 何啟南 | 甘東成 | 西廠官員 甘一點表弟 | 甘大人 |
| 何奕聰 | 甘 文  | 甘一點之長子 甘武之兄 因「六藝館」偷工減料而倒塌遭壓傷                                                                 | 廿文   |
| 梁證嘉 | 甘 武  | 甘一點之次子 甘文之弟 因「六藝館」偷工減料而倒塌遭壓傷                                                                 | 廿武   |
| 戴耀明 | 樂     | 甘家總管 |        |

### 其他演員
| 演員       | 角色         | 關係                                                                                         |
| 黎耀祥     | 王太白       | 文壇才子 於第1集與屈機比試，後被唐伯虎提示的屈機打敗 最後帶來下人襲擊唐伯虎失敗 （特別演出） |
| 周 骢      | 一品生       | (第1集)                                                                                      |
| 楊英偉     | 徐萬壽       | 徐大人 知縣                                                                                  |
| 李岡龍     | -            | 杭州師爺                                                                                     |
| 何俊軒     | 超           | 杭州捕快                                                                                     |
| 傅劍虹     | 榮           | 杭州捕快                                                                                     |
| 子明       | 林 翁        | 杭州富商                                                                                     |
| 鄺佐輝     | 李 翁        | 杭州富商                                                                                     |
| 郭德信     | 劉 翁        | 杭州富商                                                                                     |
| 郭卓樺     | 明           |                                                                                              |
| 蔡子健     | 彪           | 老千集團成員之一 假扮唐伯虎在「名畫慈善義賣」遭真唐伯虎、屈機拆穿 第1集遭秋香逮捕送官府      |
| 古明華     | 黃師爺       | 老千集團成員之一(第1集)                                                                      |
| 寧 進      | 奇           | 老千集團成員之一(第1集)                                                                      |
| 華忠男     | -            | 老千集團成員之一(第1集)                                                                      |
| 林遠迎     | 阿 大        | 老千集團成員之一(第1集)                                                                      |
| 裘卓能     | 阿 二        | 老千集團成員之一(第1集)                                                                      |
| 邵卓堯     | 南對王       | 老千集團成員之一(第1集)                                                                      |
| 曾健明     | 北對王       | 老千集團成員之一(第1集)                                                                      |
| 蔡巧藍     | -            | 「倚翠樓」妓女(第1集)                                                                        |
| 黃淑君     | -            | 「倚翠樓」妓女(第1集)                                                                        |
| 陳狄克     | -            | 廟祝(第1集)                                                                                  |
| 羅君左     | 家丁王       | 屈機所聘請教唐伯虎之老師(第2集)                                                              |
| 林影紅     | 小尼姑       | 遭唐伯虎誤為秋香而調戲(第2集)                                                                |
| 杜 港      | -            | 華府家丁內定人選(第2集)                                                                      |
| 顏桂洲     | -            | 華府家丁內定人選(第2集)                                                                      |
| 伍慧珊     | 小 桃        | 「醉紅樓」妓女 收屈機五百兩銀票(第3集)                                                       |
| 張松枝     | 慕容克       | 殷秀慧同鄉 華文、華武老師 對秋香非禮 常摸黑去妓院被誤為採花賊(第3集)                         |
| 蔡康年     | -            | 「中秋燈會對聯大賽」主持(第3集)                                                              |
| 張雪芹     | -            | 京城第一女捕快 欲逮捕採花賊劉青反遭非禮(第4集)                                               |
| 彭冠中     | 劉 青        | 杭州採花賊 第4集遭秋香逮捕送官後,判刑牢獄30年(第4集)                                         |
| 招石文     | -            | 甘文、甘武老師(第4集)                                                                        |
| 溫尚儒     | -            | 「六藝館」學生(第4集)                                                                        |
| 江富強     | 薛二牛       | 「六藝館」建築工人 因其女遭劉青玷污，為救秋香而向華府告密「六藝館」偷工減料(第4集)           |
| 陳志健     | -            | 西廠官員 甘東成下屬(第5集)                                                                   |
| 趙國東     | -            | 西廠官員 甘東成下屬(第5集)                                                                   |
| 朱滙林     | -            | 「六藝館」工友(第5集)                                                                        |
| 李麗麗     | -            | 「醉紅樓」老鴇(第6集)                                                                        |
| 江 漢      | -            | 「華嚴寺」方丈(第8集)                                                                        |
| 陳榮峻     | 慧靜大師     | 第28任「華嚴寺」住持(第8集)                                                                  |
| 李鴻杰     | 慧空大師     | 「華嚴寺」大師 因不尊守規定投票而痛失住持之職(第8集)                                         |
| 黃文標     | -            | 樵夫 曾幫忙修緝「華嚴寺」，每旬以倍數增加向方丈討食物 遭唐伯虎以粥水滴數量打發(第8集)        |
| 梁健平     | 范立光       | 以假名:范亦謙入華府當老師 受寧王收買陷害華文、華武考縣試(寫下反朝廷文章)(第8集)              |
| 朱維德     | 胡考官       | 縣試考官(第8集)                                                                              |
| 曾梓明     | -            | 書生(第9集)                                                                                  |
| 張穎康     | -            | 書生(第9集)                                                                                  |
| 陳建文     | -            | 書生(第9集)                                                                                  |
| 鄧英敏     | 韋伯棠       | 名滿蘇杭二州之師爺 受華鴻山所聘幫華文、華武辯護《反朝廷文章》一案(第9集)                     |
| 華忠男     | -            | 街市肉販(第9集)                                                                              |
| 王俊棠     | 張濟川       | 賣假藥給華鴻山 遭鮑世傑所殺(第9集)                                                           |
| 李海生     | -            | 「龍城村」村長(第9集)                                                                        |
| 曾守明     | -            | 「龍城村」村民頭目(第9集)                                                                    |
| 沈震軒     | -            | 「龍城村」村民(第9集)                                                                        |
| 鄭家生     | -            | 山賊頭目 遭賀英雄、秋香所逮捕(第9集)                                                         |
| 羅 莽      | 忠           | 秋香提親者(第10集)                                                                           |
| 鄭健樂     | 義           | 秋香提親者(第10集)                                                                           |
| 何遠東     | 膽           | 秋香提親者(第10集)                                                                           |
| 蕭徽勇     | -            | 「湖州」長勝賭坊老闆 受朱婷玉收買整唐伯虎(第11集)                                            |
| 張笑千     | 柴           | (第11集)                                                                                     |
| 何慶輝     | 森           | (第11集)                                                                                     |
| 麥嘉倫     | -            | 寧王府謀士 因暗戀孟麗嫦遭寧王賜死(第11集)                                                    |
| 羅天池     | 安           | 江西「吳家村」村民 龍婆婆之子 逼迫朱婷玉成親(第12集)                                         |
| 羅永彪     | -            | 客棧小二(第12集)                                                                             |
| 趙樂賢     | 文人(第13集) |                                                                                              |
| 卓 礫      | 文人(第13集) | -                                                                                            |
| 單俊偉     | 文人(第13集) | -                                                                                            |
| 張景淳     | 文人(第13集) | -                                                                                            |
| 揚 明      | 夏侯勇       | 將軍 夏侯純之子 與朱婷玉青梅竹馬 喜歡朱婷玉                                                  |
| 劉天龍     | -            | 夏侯 勇手下(第14集)                                                                          |
| 黃俊伸     | -            | 夏侯 勇手下(第14集)                                                                          |
| 冼灝英     | -            | 武昌「羅漢寺」住持(第14集)                                                                   |
| 吳幸美     | -            | 與秋香打扮一樣之少女(第14集)                                                                 |
| 陳蔚兒     | -            | 與秋香打扮一樣之少女(第14集)                                                                 |
| 陳宙希     | -            | 茶樓小二(第15集)                                                                             |
| 江梓瑋     | -            | 華府搬運工人(第15集)                                                                         |
| 王天就     | -            | 華府搬運工人(第15集)                                                                         |
| 趙敏通     | -            | 華府搬運工人(第15集)                                                                         |
| 梁浩邦     | -            | 華府搬運工人(第15集)                                                                         |
| 祝文君     | 陳大嬸       | 「孤寡村」村民 戰爭遺孤，受鮑世傑恩惠                                                        |
| 游 颷      | -            | 大田村「法禪寺」小僧(第17集)                                                                 |
| 喬寶寶     | -            | 大田村「法禪寺」天竺國住持(第17集)                                                           |
| Joe Junion | 周永年       | 曾任欽天監監正(擅研究天文、星象) 唐伯虎之老師(第17集)                                        |
| 李家鼎     | 趙 王        | 藩王之一 支持寧王造反(第18集)                                                                |
| 黃成想     | 吳 王        | 藩王之一 支持寧王造反(第18集)                                                                |
| 陳冠豪     | 陳 王        | 藩王之一 支持寧王造反(第18集)                                                                |
| 羅樂林     | 夏侯純       | 大將軍 夏侯勇之父 寧王世交，支持造反(第18集)                                                 |
| 鍾建文     | -            | 酒樓小二 段威線眼(第18集)                                                                    |
| 盧永匡     | -            | 寧王將領(第18集)                                                                             |
| 林敬剛     | 成           | 暹羅翻譯(第19集)                                                                             |
| 胡麒豐     | 諸葛木       | 自稱諸葛亮後人 暹羅「陂堤里」村民(第19集)                                                    |
| 譚炳文     | 趙 伯        | 暹羅「陂堤里」村長(第19集)                                                                   |
| 徐玟晴     | -            | 暹羅「陂堤里」村民(第19集)                                                                   |
| 祈健聰     | -            | 暹羅「陂堤里」村民(第19集)                                                                   |
| 高俊文     | -            | 暹羅「鄭和廟」廟祝(第19集)                                                                   |
| -          | 朱八春       | 惠帝後人(女童) 為躲避朝廷追殺，改姓牛隱居暹羅 名:濟咪(第19集)                                |
| 李霖恩     | -            | 將軍(第19集)                                                                                 |
| 霍建邦     | -            | 官兵(第19集)                                                                                 |
| 杜大偉     | -            | 賞畫文人(第20集)                                                                             |
| 黎銘諾     | -            | 賞畫文人(第20集)                                                                             |
| 劉深宜     | -            | 賞畫文人(第20集)                                                                             |
| 裘卓能     | -            | 暹羅書生(第20集)                                                                             |
| 杜 港      | -            | 暹羅書生(第20集)                                                                             |
| 麥皓兒     | -            | 暹羅人妖(第20集)                                                                             |
| 蕭凱欣     | -            | 暹羅人妖(第20集)                                                                             |

## 記事
- 2008年10月14日：此劇於12:30在將軍澳電視廣播城一廠灰位舉行試造型記者會。
- 2008年10月20日：夏雨於將軍澳電視廣播城為此劇試造型。
- 2008年11月3日：此劇於14:00在將軍澳電視廣播城十二廠舉行拜神儀式。
- 2009年1月1日：此劇於粉嶺雲泉仙館舉行煞科外景探班。出席藝員包括胡杏兒、陳法拉、陳　豪、李思捷、姚子羚及監製劉家豪。
- 2010年3月7日：此劇於14:00在將軍澳東港城一樓展覽場舉行《秋香怒點唐伯虎》之「風流才子俏佳人」宣傳活動。
- 2010年3月21日：此劇於14:00在將軍澳中心舉行《秋香怒點唐伯虎》之「勁Rap鬥一番」宣傳活動。

## 軼事
- 本劇同名主題曲《秋香怒點唐伯虎》由MC Jin Rap的部份，在最後一句是「夠鐘睇秋香怒點」，由於「怒點」與「露點」粵語讀音相同，因此引起很大迴響。劇集於2012年下午5:55合家欣賞時間重播時，有關歌詞已被刪剪，即唱到「我Rap到呢度係時候閃」的時候便馬上進入劇情。後來劇集被安排於2019年上午10:30時段（並非合家欣賞時間）再次重播的時候，有關歌詞並沒有被刪剪。
- 此劇有多人曾經拍攝《溏心風暴》和《溏心風暴之家好月圓》。

## 劇集歌曲信息
| 歌曲名稱           | 作曲           | 編曲           | 填詞           | 監製           | 主唱                                                              | 性質   | 備註             |
| 《秋香怒點唐伯虎》 | 鄧智偉、莊冬昕 | 鄧智偉、莊冬昕 | 歐陽靖、王祖藍 | 鄧智偉、莊冬昕 | 歐陽靖、王祖藍                                                    | 主題曲 | 歌詞曾經被刪剪   |
| 《水調歌頭》       | /              | /              | 蘇軾           | /              | 胡杏兒（秋香）、陳法拉（朱婷玉）、陳 豪（唐伯虎）、李思捷（屈機） | 插曲   | 第18集結局篇場口 |

## 收視
以下為本劇於香港無綫電視翡翠台、高清翡翠台及广州地区之收視紀錄：
| 週次 | 集數  | 日期                  | 平均收視 | 最高收視 | 百分比 | 广州CSM收视总计        |
| 1    | 01-05 | 2010年3月8日-3月12日  | 27點     | 30點     | 86%    | 1-18集8.42 19-20集9.36 |
| 2    | 06-10 | 2010年3月15日-3月19日 | 28點     | 32點     | 87%    | 1-18集8.42 19-20集9.36 |
| 3    | 11-15 | 2010年3月22日-3月26日 | 28點     |          | 86%    | 1-18集8.42 19-20集9.36 |
| 4    | 16-20 | 2010年3月29日-4月2日  | 28點     | 31點     | 87%    | 1-18集8.42 19-20集9.36 |

## 相關
- 金裝四大才子

## 外部連結
- 《秋香怒點唐伯虎》 GOTV 第1集重溫
- 秋香怒點唐伯虎 - myTV SUPER （页面存档备份，存于）